# 조비 (기업)
주식회사 조비(Cho Bi)는 농업용 비료 및 정밀화학을 만드는 회사로 동오그룹의 계열사이다.

## 연혁
- 1955년 - 조선비료공업을 설립하고
- 1963년 - 부산에 공장을 세웠다.
- 1968년 - 울산에 제2공장을 세운 후
- 1976년 - 주식을 공개했다.
- 1990년 - 현사명을 변경하였다.

## 사업장 현황

### 사업장
- 서울본사 : 서울특별시 서초구 효령로 77길 28 동오빌딩 (조비 본사)
- 울산공장 : 울산광역시 남구 여천로163번길 22 미포국가산업단지내 (조비 울산공장)